# 2007 w literaturze
Wydarzenia literackie w 2007 roku.

## Wydarzenia

### Polska
- Od 17 do 20 maja w Pałacu Kultury i Nauki w Warszawie odbyły się 52. Międzynarodowe Targi Książki. Gościem honorowym targów była Ukraina[1].

## Proza beletrystyczna i literatura faktu

### Język polski

#### Pierwsze wydania
- Lidia Amejko – Żywoty świętych osiedlowych
- Władysław Bartoszewski
  - Pisma wybrane 1942–1957 [t. I] (Universitas)
  - Pisma wybrane 1958–1964 [t. II] (Universitas)
- Witold Bereś, Krzysztof Burnetko – Kapuściński: Nie ogarniam świata (Świat Książki)
- Andrzej Biernacki – Abeandry. Wybór not z „Twórczości” (Biblioteka „Więzi”)
- Anna Brzezińska, Grzegorz Wiśniewski – Za króla, ojczyznę i garść złota. Wielka wojna, t. 1 (Runa)
- Max Cegielski – Pijani Bogiem (W.A.B.)
- Jacek Dehnel – Rynek w Smyrnie (W.A.B.)
- Eugeniusz Dębski – Niegrzeszny Mag (Fabryka Słów)
- Jan Drzeżdżon – Michał Drzymała albo tragedia narodowa
- Jacek Dukaj – Lód
- Abp Stanisław Dziwisz – Świadectwo
- Leszek Engelking – Szczęście i inne prozy (Volumen)
- Manuela Gretkowska – Kobieta i mężczyźni (Świat Książki)
- Maciej Guzek – Królikarnia (Runa)
- Rafał Habielski – Dokąd nam iść wypada? Przedwojenne inicjatywy Jerzego Giedroycia (Biblioteka „Więzi”)
- Gustaw Herling-Grudziński – Wędrowiec cmentarny (Wydawnictwo Literackie)
- Paweł Huelle – Ostatnia Wieczerza (Znak)
- Jerzy Jarniewicz – Znaki firmowe
- Ryszard Kapuściński
  - Lapidarium VI (Czytelnik)
  - Rwący nurt historii. Zapiski o XX i XXI wieku (Znak)
- Julian Kornhauser – Origami (Wydawnictwo Literackie)
- Maja Lidia Kossakowska – Więzy krwi (Fabryka Słów)
- Krzysztof Kotowski – Noc Kapłanów (Świat Książki)
- Marek Krajewski – Dżuma w Breslau
- Małgorzata Łukasiewicz – Rubryka pod różą (Znak)
- Ewa Madeyska – Katoniela
- Piotr Mitzner – Gabinet cieni (Fundacja Zeszytów Literackich)
- Marcin Mortka – Świt po bitwie (Runa)
- Sławomir Mrożek – Uwagi osobiste (Noir sur Blanc)
- Włodzimierz Nowak – Obwód głowy
- Marek Nowakowski – Kryptonim «Nowy». Tajemnice mojej esbeckiej teczki (Axel Springer)
- Joanna Olech – Gdzie diabeł mówi... do usług! (Literatura)
- Ewa Maria Ostrowska – Babcia, my i gangsterzy (Wydawnictwo Skrzat)[2]
- Magda Parus – Wilcze dziedzictwo: cienie przeszłości (Runa)
- Jacek Piekara – Rycerz Kielichów (Runa)
- Jerzy Pilch – Pociąg do życia wiecznego
- Krzysztof Piskorski – Prorok (Runa)
- Janusz Rudnicki – Chodźcie, idziemy
- Hanna Samson – 7 grzechów przeciwko miłości
- Mariusz Sieniewicz – Rebelia
- Andrzej Stasiuk – Ciemny las (Wydawnictwo Czarne)
- Andrzej Szczeklik – Kore
- Małgorzata Szejnert – Czarny ogród
- Bronisław Świderski – Asystent śmierci
- Marcin Świetlicki – Trzynaście
- Olga Tokarczuk – Bieguni (Wydawnictwo Literackie)
- Bogdan Tosza – Pisane na stronie (Gaudium)
- Lech Wałęsa – Moja III RP. Straciłem cierpliwość! (Świat Książki)
- Mariusz Wilk – Tropami rena (Noir sur Blanc)
- Michał Witkowski – Barbara Radziwiłłówna z Jaworzna-Szczakowej (W.A.B.)
- Piotr Wojciechowski – Doczekaj nowiu (Świat Książki)
- Krzysztof Varga – Nagrobek z lastryko
- Adam Zagajewski – Poeta rozmawia z filozofem (Fundacja Zeszytów Literackich)
- Bartosz Żurawiecki – Ja czyli 66 moich miłości (Sic!)
- Podróże z Ryszardem Kapuścińskim (Znak)

#### Tłumaczenia
- Roberto Bolaño – Monsieur Pain, przeł. Anna Topczewska (Muza SA
- Bohumil Hrabal – Schizofreniczna ewangelia (Schizofrenické evangelium)
- Mari Okazaki – Suppli (サプリ) – Tom 1 i 2
- Fernando Pessoa – Księga niepokoju (Livro de Desassossego), przeł. Michał Lipszyc (Świat Literacki)
- Jani Virk – Śmiech za drewnianą przegrodą (Smeh za leseno pregrado), przeł. Joanna Pomorska (Wydawnictwo Czarne)

### Pozostałe języki
- José Eduardo Agualusa – Żony mojego ojca (As Mulheres do Meu Pai)
- Rachel Caine – Bal umarłych dziewczyn (The Dead Girls' Dance)
- John Grisham – Zawodowiec (Playing for Pizza)
- Khaled Hosseini – Tysiąc wspaniałych słońc (A Thousand Splendid Suns)
- Stephenie Meyer – Zaćmienie (Eclipse)
- Mari Okazaki – Suppli (サプリ) – Tom 5 i 6
- Nicholas Sparks – The Choice
- J.R.R. Tolkien – Dzieci Húrina (The Children of Hurin)

## Wywiady

### Język polski

#### Pierwsze wydania
- Jacek Antczak – Reporterka. Rozmowy z Hanną Krall (Rosner & Wspólnicy)
- Czas ciekawy, czas niespokojny. Z Leszkiem Kołakowskim rozmawia Zbigniew Mentzel (Znak)
- Krzysztof Kolberger – Przypadek nie-przypadek. Rozmowa między wierszami księdza Jana Twardowskiego (Edycja Św. Pawła)

## Dzienniki, autobiografie, pamiętniki

### Język polski

#### Pierwsze wydania
- Mieczysław Maliński – Ale miałem ciekawe życie (WAM)
- ks. Jan Twardowski – Autobiografia : myśli nie tylko o sobie. Tom 2, Czas coraz prędszy 1959-2006 (Wydawnictwo Literackie)[3]

### Pozostałe języki
- Terry Denby – Spoilt[4]

## Poezja

### Język polski

#### Pierwsze wydania
- Julia Hartwig
  - Podziękowanie za gościnę. Moja Francja (Słowo/obraz terytoria)
  - To wróci (Sic!)
- Jerzy Jarniewicz – Skądinąd (Biuro Literackie)
- Zbigniew Jerzyna – Zatacza się krąg (Wydawnictwo Adam Marszałek)
- Urszula Kozioł – Przelotem
- Ewa Lipska – Pomarańcza Newtona
- Andrzej Mandalian – Poemat odjazdu (Sic!)
- Andrzej Sosnowski – Po tęczy
- ks. Jerzy Szymik – Joseph von Eichendorff – Dwanaście wierszy w przekładzie ks. Jerzego Szymika
- Marcin Świetlicki – Nieoczywiste

## Prace naukowe i biografie

### Język polski

#### Pierwsze wydania
- red. Bogumiła Berdychowska, Aleksandra Hnatiuk – Polska Ukraina. Osadczuk (Wyd. UMCS)
- Jan Błoński – Wyspiański wielokrotnie (Universitas)
- Michał Głowiński – Monolog wewnętrzny Telimeny i inne szkice (Wydawnictwo Literackie)
- Jerzy Jarzębski – Natura i teatr. 16 tekstów o Gombrowiczu (Wydawnictwo Literackie)
- Władysław Kopaliński
  - Od słowa do słowa. Leksykon (Oficyna Wydawnicza „Rytm”)
  - Przygody słów i przysłów. Leksykon (Oficyna Wydawnicza „Rytm”)
- Piotr Matywiecki – Twarz Tuwima (W.A.B.)
- Krzysztof Miklaszewski – Tadeusz Kantor. Między śmietnikiem a wiecznością (Państwowy Instytut Wydawniczy)
- Barbara Skarga – Człowiek to nie jest piękne zwierzę (Znak)

## Zmarli
- 1 stycznia
  - A.I. Bezzerides, amerykański pisarz i scenarzysta (ur. 1908)
  - Tillie Olsen, amerykańska pisarka, feministka (ur. 1912)
- 6 stycznia – Elżbieta Wassongowa, polska tłumaczka literatury pięknej, redaktor książek (ur. 1908)
- 11 stycznia – Robert Anton Wilson, amerykański pisarz, filozof, psycholog i futurolog (ur. 1932)
- 17 stycznia – Maria Sten, polska reportażystka, tłumaczka literatury pięknej z języka hiszpańskiego, prof. literatury Narodowego Uniwersytetu UNAM w Meksyku (ur. 1917)
- 23 stycznia – Ryszard Kapuściński, reporter, dziennikarz, publicysta (ur. 1932)
- 24 stycznia – Jean-François Deniau, francuski pisarz i polityk (ur. 1928)
- 30 stycznia – Sidney Sheldon, pisarz amerykański (ur. 1917)
- 17 lutego – Jurga Ivanauskaitė, litewska pisarka, poetka i malarka (ur. 1961)
- 22 lutego – Lothar-Günther Buchheim, niemiecki pisarz (ur. 1918)
- 4 marca – Henri Troyat, pisarz francuski, członek Akademii Francuskiej (ur. 1911)
- 6 marca – Jean Baudrillard, francuski socjolog, filozof kultury i pisarz (ur. 1929)
- 7 marca – Tadeusz Kwiatkowski, polski prozaik, satyryk, scenarzysta, autor tekstów estradowych (ur. 1920)
- 12 marca
  - Arnold Drake, amerykański twórca komiksów (ur. 1924)
  - Maria Zenowicz-Brandys, polska tłumaczka literatury pięknej, żona Kazimierza Brandysa (ur. 1916)
- 30 marca – Michael Dibdin, brytyjski pisarz, autor powieści kryminalnych (ur. 1947)
- 1 kwietnia – Driss Chraïbi, marokański pisarz (ur. 1926)
- 5 kwietnia – Maria Gripe, szwedzka pisarka (ur. 1923)
- 8 kwietnia – Sigrun Krokvik, norweska pisarka (ur. 1932)
- 9 kwietnia
  - Egon Bondy, czeski pisarz, poeta, prozaik i filozof (ur. 1930)
  - Piotr Kuncewicz, polski pisarz i krytyk literacki, prezes Związku Literatów Polskich (ur. 1936)
- 10 kwietnia – Jerzy Miller, polski poeta (ur. 1923)
- 11 kwietnia – Kurt Vonnegut, amerykański pisarz i publicysta (ur. 1922)
- 15 kwietnia – Jerzy Janicki, polski pisarz, dziennikarz i scenarzysta (ur. 1928)
- 21 kwietnia – Jan Tadeusz Stanisławski, polski satyryk, radiowiec, aktor i autor tekstów piosenek  (ur. 1936)
- 22 kwietnia – Jan Zakrzewski, polski pisarz, dziennikarz i tłumacz (ur. 1920)
- 28 kwietnia
  - Iljaz Prokshi, albański pisarz i poeta (ur. 1949)
  - Debora Vaarandi, estońska poetka i tłumaczka (ur. 1916)
- 17 maja – Lloyd Alexander, amerykański pisarz fantasy (ur. 1924)
- 19 maja – Hans Wollschläger, niemiecki pisarz, tłumacz, historyk, wydawca (ur. 1935)
- 2 czerwca – Wolfgang Hilbig(inne języki), niemiecki pisarz (ur. 1941)
- 3 czerwca – Leonard Nathan, amerykański poeta, krytyk literacki, prof. Berkeley University (ur. 1924)
- 5 czerwca – Anna Strońska, polska dziennikarka, pisarka i publicystka (ur. 1931)
- 8 czerwca – Richard Rorty, amerykański filozof, postmodernista (ur. 1931)
- 27 czerwca – Dragutin Tadijanović, chorwacki poeta (ur. 1905)
- 29 czerwca – Fred Saberhagen, amerykański pisarz s-f i fantasy (ur. 1930)
- 5 lipca – Janusz Przewłocki, polski wydawca, kolekcjoner i bibliofil, działacz opozycji demokratycznej w PRL-u, współpracownik paryskiej „Kultury”, krewny Józefa Czapskiego (ur. 1927)
- 21 lipca – Mirosław Nahacz, polski prozaik (ur. 1984)
- 26 lipca – Lars Forssell, szwedzki pisarz, poeta, dramaturg (ur. 1928)
- 27 lipca – Janusz Dunin, polski literaturoznawca, bibliolog, bibliofil, bibliotekarz (ur. 1931)
- 31 lipca – Margaret Avison, kanadyjska poetka (ur. 1918)
- 5 sierpnia – Anja Lundholm, niemiecka pisarka i tłumaczka (ur. 1918)
- 9 sierpnia – Ulrich Plenzdorf, niemiecki pisarz, autor scenariuszy i dramaturg (ur. 1934)
- 11 sierpnia – Janusz Wojciech Rosiński, polski prozaik i poeta (ur. 1929)
- 14 sierpnia – Alice Schwarz-Gardos, żydowska pisarka (ur. 1916)
- 16 sierpnia – Bogdan Czaykowski, polski poeta, krytyk literacki, tłumacz, profesor emeritus Uniwersytetu British Columbia (ur. 1932)
- 18 sierpnia – Magdalen Nabb, brytyjska autorka powieści kryminalnych (ur. 1947)
- 19 sierpnia – Mira Michałowska, polska pisarka, dziennikarka, satyryk i tłumaczka literatury amerykańskiej, (ur. 1914)
- 22 sierpnia – Grace Paley, amerykańska pisarka i poetka (ur. 1922)
- 25 sierpnia – Helena Wolska, polska poetka ludowa (ur. 1921)
- 28 sierpnia – Francisco Umbral, hiszpański powieściopisarz i publicysta ((ur. 1932)
- 4 września – Zenia Larsson, polsko-szwedzka pisarka i rzeźbiarka żydowskiego pochodzenia (ur. 1922)
- 16 września – Robert Jordan, amerykański pisarz fantasy (ur. 1948)
- 5 października – Władysław Kopaliński, polski leksykograf, tłumacz, wydawca (ur. 1907)
- 19 października – Jan Wolkers, holenderski pisarz (ur. 1925)
- 23 października – Jan Krok-Paszkowski, polski dziennikarz, prozaik, publicysta, mieszkający na emigracji w Wielkiej Brytanii (ur. 1925)
- 27 października – Alberto de Lacerda, portugalski poeta (ur. 1928)
- 6 września – Madeleine L’Engle, amerykańska pisarka i poetka (ur. 1918)
- 22 października – Ève Curie, francusko-amerykańska pisarka, dziennikarka (ur. 1904)
- 26 października – Jerzy Pietrkiewicz, polski prozaik, poeta, tłumacz i historyk literatury mieszkający na emigracji w Wielkiej Brytanii (ur. 1916)
- 29 października – Jarmila Loukotková, czeska pisarka i tłumaczka (ur. 1923)
- 2 listopada – Janina Szymańska-Kumaniecka, polska dziennikarka, publicystka, tłumaczka literatury pięknej (ur. 1940)
- 4 listopada – Cyprian Ekwensi, nigeryjski prozaik (ur. 1921)
- 5 listopada – Tadeusz Zimecki, polski prozaik, dziennikarz, reportażysta, autor utworów dla młodzieży (ur. 1929)
- 10 listopada – Norman Mailer, amerykański powieściopisarz, eseista, dziennikarz, scenarzysta i reżyser filmowy (ur. 1923)
- 12 listopada – Ira Levin, amerykański pisarz, autor powieści sensacyjnych, sztuk teatralnych i tekstów piosenek (ur. 1929)
- 18 listopada – Helena Chłopek, polska poetka i nowelistka (ur. 1917)
- 19 listopada – Magda Szabó, węgierska pisarka (ur. 1917)
- 24 listopada – Jerzy Ofierski, polski pisarz, satyryk, aktor (ur. 1926)
- 18 grudnia – Zbigniew Batko, polski pisarz, tłumacz literatury pięknej (ur. 1940)
- 22 grudnia – Julien Gracq – francuski powieściopisarz (ur. 1910)
- 27 grudnia – Janusz Domagalik, polski pisarz, publicysta, autor książek dla młodzieży (ur. 1931)
- 27 grudnia – Jaan Kross, estoński pisarz (ur. 1920)
- Leonid Sitko, rosyjski poeta i tłumacz (ur. 1927)

## Nagrody
- Nagroda Nobla – Doris Lessing
- Nagroda Bursztynowego Motyla im. Arkadego Fiedlera – Andrzej Stasiuk za Fado
- Nagroda Goncourtów – Gilles Leroy za powieść pt. Alabama song
- Nagroda Jerozolimska – Leszek Kołakowski
- Nagroda Kościelskich – Mikołaj Łoziński
- Nagroda Nike – Wiesław Myśliwski, Traktat o łuskaniu fasoli
- Nagroda Literacka im. Józefa Mackiewicza – ks. Tadeusz Isakowicz-Zaleski za książkę pt. Księża wobec bezpieki na przykładzie Archidiecezji Krakowskiej
- Nagroda Bookera – Anne Enright za książkę Tajemnica rodu Hegartych
- Nagroda Cervantesa – Juan Gelman
- Premio Planeta – Juan José Millás za El Mundo
- Nagroda im. Dominika Tatarki – Pavel Vilikovský za książkę Okrutny maszynista (Krutý strojvodca)
- Nagroda Camõesa – António Lobo Antunes
- Nagroda Franza Kafki – Yves Bonnefoy